# Лав Вали (Северна Каролина)
Лав Вали (енгл. Love Valley) град је у америчкој савезној држави Северна Каролина.

## Демографија
По попису из 2010. године број становника је 90, што је 60 (200,0%) становника више него 2000. године.
| Група             | 2000.       | 2010.      |
| Белци             | 30 (100,0%) | 79 (87,8%) |
| Афроамериканци    | 0 (0,0%)    | 0 (0,0%)   |
| Азијати           | 0 (0,0%)    | 0 (0,0%)   |
| Хиспаноамериканци | 0 (0,0%)    | 9 (10,0%)  |
| Укупно            | 30          | 90         |